# L'Audace
L'Audace è stato un periodico pubblicato in Italia dal 1934 al 1944 dall'editore Lotario Vecchi e poi da altri, famoso per essere stato uno dei primi giornali per ragazzi a pubblicare fumetti. Si specializzò in racconti e fumetti avventurosi statunitensi, pubblicando anche alcune tra le più importanti serie italiane degli anni trenta come Virus, il mago della foresta morta, Dick Fulmine e altre opere di autori come Rino Albertarelli, Federico Pedrocchi, Walter Molino e Carlo Cossio. Successivamente la testata venne ceduta a Gian Luigi Bonelli che lo trasformò in un albo e mise le basi per una fortunata carriera editoriale che porterà alla nascita della Sergio Bonelli Editore.

## Storia editoriale
La serie esordì il 7 gennaio 1934 pubblicato dalla Società Anonima Editrice Vecchi (S.A.E.V.) e inizialmente, a parte alcune storie umoristiche di produzione inglese (comunque nella maggior parte dei casi con didascalie e non con nuvolette), non conteneva storie a fumetti ma per lo più racconti corredati da qualche illustrazione. Aveva 16 pagine di piccolo formato e costava 30 centesimi. Le scarse vendite spinsero Lotario Vecchi a cambiare formato e prezzo e, dal n. 35 del 1º settembre 1934, il numero di pagine calò da sedici a otto ma di grosso formato, e il prezzo diminuì a 20 centesimi. Il contenuto del giornale non cambiò però molto contenendo in prevalenza racconti in testo oltre ad alcuni fumetti (ancora senza nuvolette) umoristici e avventurosi britannici, stampati però in posizione sacrificata. Tra i fumetti inglesi spiccavano I tre moschettieri e McCoy.
Il successo de L'Avventuroso e le vendite scarse de L'Audace convinsero Vecchi a trasformare il suo settimanale in un giornale a fumetti simile a questi in modo da emularne il successo. Dopo aver annunciato per parecchie settimane all'interno del giornale un grande cambiamento, con il n. 60 del 23 febbraio 1935 il giornale venne completamente rivoluzionato: scomparvero i fumetti di produzione britannica e molti dei racconti in testo (ridotti a due pagine), sostituiti da nuovi fumetti provenienti dagli USA. Il n. 60 conteneva infatti al suo interno in prima pagina le tavole domenicali di Brick Bradford, a pagina 2 un racconto in testo, a pagina 3 L'intrepido Bill, a pagina 4 La cintura di diamanti e il suo topper Storielle quasi stupide, a pagina 5 La Pattuglia volante, ovvero le tavole domenicali di Radio Patrol le cui strisce giornaliere erano pubblicate sull'Avventuroso, a pagina 6 La freccia d'argento (storia di produzione britannica), a pagina 7 un racconto in testo e a pagina 8 le tavole domenicali di Tarzan.
La redazione puntava molto su Brick Bradford che nella sua versione domenicale viveva avventure molto simili a quelle di Flash Gordon, il personaggio di maggior successo pubblicato dall'Avventuroso, tra salvataggi di donzelle, combattimenti contro creature mostruose e l'esplorazione di luoghi fantastici. Dal n. 69, a dimostrazione dell'importanza che la redazione attribuiva a Bradford, il personaggio comparve addirittura nella testata del giornale. Il personaggio non riscosse però il successo sperato e già con il n. 73 venne relegato in ultima pagina, sostituito in prima pagina da Tarzan. Il declassamento continuò con il n. successivo: infatti Bradford scomparve anche dalla testata, sostituito da Tarzan, e perse l'onore dell'ultima pagina, venendo relegato nelle pagine interne. Al suo posto, in ultima pagina, iniziò la pubblicazione di Ted Towers, ovvero Prendetele vive. Le ragioni per cui Bradford venne relegato nelle pagine interne potrebbero essere state, in parte, di autocensura: un fumetto in prima pagina pieno di seminudi femminili avrebbe potuto causare proteste di genitori ed educatori perbenisti, che controllavano con attenzione le letture dei giovani.
Tarzan cominciò quindi ad essere pubblicato in prima pagina. La versione pubblicata sull'Audace, fatta eccezione per la prima tavola pubblicata (collage delle tavole domenicali del 24 giugno, 5 agosto, 12 agosto, 26 agosto e 2 settembre 1934), era molto rispettosa dell'originale; infatti, oltre a pubblicare sostanzialmente le tavole senza tagli, rispettava la colorazione originale stampando sui flani originali, proprio come facevano i quotidiani statunitensi che pubblicavano le domenicali di Tarzan. La serie di Tarzan influenzò altre serie come ad esempio Flash Gordon: secondo Leonardo Gori, critico di fumetti, «intere sequenze di Tarzan si ritrovano nel Flash Gordon degli inizi». La serie di Harold Foster è disegnata in stile molto naturalistico e fu uno dei fumetti di maggiore successo della testata.
Nel frattempo continuavano le avventure di Brick Bradford nelle pagine interne del giornale, che veniva pubblicato insieme al suo topper Il padrone del tempo (The time top). Anche La pattuglia volante veniva pubblicata con il topper, ovvero Il vecchio della montagna. Vecchi intanto era in cerca di nuove serie di successo da pubblicare sul giornale e, notando che Nerbini si era assicurato i diritti delle giornaliere di Mandrake ma non delle domenicali, decise di acquistare queste ultime. E così nel n. 87 del 31 agosto debuttano sulle pagine de L'Audace, trasformato ormai in un clone de L'Avventuroso, le tavole domenicali di Mandrake, ribattezzato Drakeman. Con il n. 95 del 26 ottobre 1935 il formato cambiò leggermente diventando più piccolo.
Le vendite però non sono sufficienti e Vecchi decise nel 1939 di cedere la testata alla Mondadori che ne continuerà la pubblicazione per una trentina di numeri (dal n. 262 al n. 297) quando Vecchi nel 1940 riprova a risollevarne nuovamente le sorti pubblicandolo fino al n. 324; dal n. 325 al n. 330 venne pubblicato dalla casa editrice IDEA di Dante Daini; dopo due settimane d’interruzione, con il n. 331 (18 gennaio 1941) passa a Giovanni Luigi Bonelli che trasforma la testata da giornale in un albo. In questo nuovo periodo la testata non contenne più varie storie pubblicate a puntate ma un'unica storia completa, pubblicando serie come Furio Almirante, che divenne una delle principali per tutto il percorso della testata; altre serie furono L'Inafferrabile, Orlando l'invincibile realizzata da Bonelli stesso e poi da Rino Albertarelli che realizzò anche Capitan Fortuna, poi I crociati, scritta da Bonelli e disegnata da Raffaele Paparella. Con il n. 385 del 12 febbraio 1942 la testata divenne Albo Audace, proseguendo la pubblicazione fino al n. 467 (10 febbraio 1944).
Sia Lotario Vecchi che le gestioni successive della Mondadori, di Daini e di Bonelli, affiancarono alla serie principale varie serie a fumetti pubblicate come supplementi alla testata principale. Nel 1935 era esordita la prima serie di supplementi che venne edita fino al 1942 pubblicando dapprima ristampe di episodi già apparsi sulla testata principale, e poi anche materiale inedito di origine inglese. La serie principale venne poi affiancata dall'Albo d'Oro Audace pubblicato dalla Redazione Audace dal 1943 al 1944 per 15 numeri contenenti sempre ristampe di storie della serie principale. La testata "Audace", oltre a dare il nome alla casa editrice di Bonelli, verrà impiegato anche per varie collane di serie di fumetti di questo editore.

## Autori
Sulle pagine de L'Audace furono pubblicati molti grandi autori e personaggi del fumetto statunitense come il Tarzan di Harold R. Foster, Mandrake di Lee Falk e Phil Davis (ribattezzato Drekeman). Tra gli autori delle storie del giornale vi sono grandi nomi del fumetto italiano tra i quali, oltre allo stesso Gian Luigi Bonelli, vanno ricordati almeno Carlo e Vittorio Cossio (che realizzeranno graficamente Furio Almirante, il personaggio di punta dell'era Bonelli), Rino Albertarelli, Walter Molino, Franco Caprioli e Antonio Canale.